# 1942 a légi közlekedésben
Ez a lista az 1942-es év légi közlekedéssel kapcsolatos eseményeit tartalmazza.

## Események
- augusztus 20. – 05:07 perckor lezuhan Re.2000 típusú (Héja I) repülőgépével Horthy István. A balesetben életét veszti.[1][2][3]

## Első felszállások
- július 18. – Kizárólag gázturbinás sugárhajtóművekkel felszáll a  Me 262 PC+UC jelzésű, harmadik prototípusa, fél évvel a Gloster Meteor előtt. A korábbi repüléseket hajtóműhiány miatt először az orrba épített, a Bf 109-en már bevált Junkers Jumo 210 dugattyús repülőmotor hajtotta meg.
- szeptember 21. – B–29 Superfortress
- – MÁVAG Héja